# Johan Lindvall
Johan Lindvall (* 5. September 1990) ist ein schwedischer Jazzmusiker (Piano, Komposition) und Autor.

## Leben und Wirken
Lindvall, der in Kungsbacka aufwuchs und heute in Oslo lebt, studierte zunächst an der Norwegischen Musikhochschule, dann an der Skrivekunstakademiet in Bergen.
Lindvall gründete 2012 seine mittelformatige Band Torg; deren Debütalbum kost/elak/gnall erschien 2015, gefolgt von Palms, Beaches, Dreams (2018). 2016 legte er bei der Edition Wandelweiser mit Solo/Ensemble sein Debütalbum unter eigenem Namen vor. Im selben Jahr veröffentlichte er mit seinen Klavierkollegen Ayumi Tanaka und Christian Wallumrød das Album 3 Pianos.
Mit dem Trondheim Jazz Orchestra erschien 2021 Lindvalls Album Om du reser mycket Mit seinem Trio, zu dem der Bassist Adrian Myhr und der Schlagzeuger Andreas Skår Winther gehören, veröffentlichte er bisher drei Alben beim Label Jazzland, zuletzt End (2024). Weiterhin ist er auf Aufnahmen von Kamala, Mongrel, o, Ø, Ronja, Sjøen, Torg Delish und auf den Alben Mette Henriette und Drifting von Mette Henriette Martedatter Rølvåg zu hören.
Seinen ersten Roman Februar legte Lindvall 2023 vor.

## Preise und Auszeichnungen
2019 wurde Lindvall bei Moldejazz als „Jazzstipendiat“ geehrt; im Folgejahr führte er bei diesem Festival das entstandene Werk Om du reser mycket mit dem Trondheim Jazz Orchestra auf.